# Gabrielė Petkevičaitė-Bitė
Gabrielė Petkevičaitė-Bitė, född den 18 mars 1861, död den 14 juni 1943, var en litauisk politiker, feminist, författare och professor. Hon blev år 1920 talman för det självständiga Litauens första parlament.